# Kibbutz Galuyot (schip, 1901)
De Kibbutz Galuyot (Hebreeuws: קיבוץ גלויות: 'Kibboets (of Verzameling) van de Ballingen') was een in 1901 gebouwd stoomschip. Na de Tweede Wereldoorlog deed het onder de Panamese vlag dienst in de Aliyah Bet, de illegale immigratie van Joden naar het Mandaatgebied Palestina.
Op 27 december 1947 vertrok het schip vanuit Bulgarije, vergezeld van de Atzma'ut. De bevelhebber van de operatie was Yossi Harel, een Haganalid die voorheen ook het bevel had gevoerd op de reis van de Exodus. Er waren 7557 passagiers aan boord, op de Atzma'ut bevonden zich 7612 passagiers. Op 1 januari werd het schip onderschept door de Britse blokkade en naar het door de Britten bezette Cyprus geloodst. De immigranten werden gedeporteerd naar een interneringskamp op het eiland.

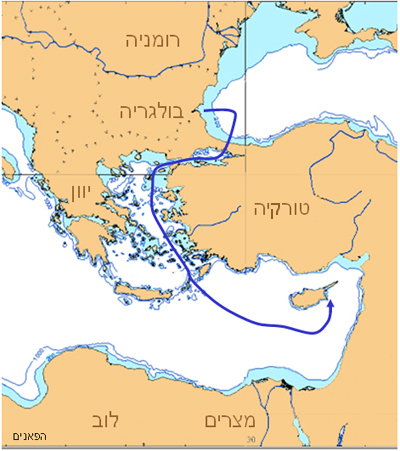
Reis van de Kibutz Galuyot en de Atzma'ut